# Yoshinori Shigematsu
Yoshinori Shigematsu (重松 良典, Shigematsu Yoshinori, Hiroshima, 2 april 1930) is een Japans voormalig voetballer die als aanvaller speelde.

## Clubcarrière
In 1949 ging Shigematsu naar de Keio University, waar hij in het schoolteam voetbalde. Shigematsu veroverde er in 1952 de Beker van de keizer. Nadat hij in 1953 afstudeerde, ging Shigematsu spelen voor Toyo Industries.

## Japans voetbalelftal
Yoshinori Shigematsu debuteerde in 1958 in het Japans nationaal elftal en speelde 1 interland.

## Statistieken
| Japans voetbalelftal | Japans voetbalelftal | Japans voetbalelftal |
| Jaar                 | Wed.                 | Dlp.                 |
| -------------------- | -------------------- | -------------------- |
| 1958                 | 1                    | 0                    |
| Totaal               | 1                    | 0                    |